# Eliodoro Puche
Eliodoro Puche Felices (Lorca, 5 de abril de 1885-Lorca, 13 de junio de 1964) fue un poeta y bohemio español.

## Biografía
Nació en 1885 en la localidad murciana de Lorca. Eliodoro Puce, sin hache, como gustaba firmar su nombre, fue hijo del abogado y terrateniente Eloy Puche Plá y de Soledad Felices López y tuvo una infancia feliz en una familia de la burguesía acomodada. Terminó el bachillerato en Valencia por el turno libre y acabó Derecho inducido por su padre, carrera que no llegó a ejercer. Sus inclinaciones literarias le llevaron a colaborar en periódicos y revistas y leer poesía. Escribió un ensayo sobre la evolución de la literatura para la revista Darwin.
Hacia 1916 marchó a Madrid, donde se sumerge en la bohemia tabernaria y literaria de las tertulias del último modernismo y las primeras vanguardias. Conoce a los miembros de la generación del 98, como Valle-Inclán, Machado; a los del novecentismo, como Juan Ramón Jiménez y Ramón Gómez de la Serna, y comienza a traducir a poetas del simbolismo francés y a publicar en las revistas Cervantes y Cosmópolis. En 1918 imprime su poemario Corazón de la noche, al que seguirán otros que consumirán el patrimonio familiar, de forma que tuvo que vivir en la miseria. Al morir su padre en 1928, Eliodoro Puche regresó a Lorca. Allí reanima la intelectualidad del lugar y publica en revistas locales como Tontolín. Durante la República dirige el periódico radical socialista Pueblo y luego República; al advenir la Guerra Civil le nombran juez de paz en Mula y custodia el Palacio de Guevara de Lorca donde se ha encerrado el tesoro artístico de la ciudad.
Condenado al final de la guerra a 16 años de cárcel por desafecto al régimen, se le reduce la pena a 4 años; en este periodo es cuando escribe la mayor parte de su poesía, inédita hasta hace poco, y la de mayor calidad. Vive en un exilio interior entregado a la botella y abandonando progresivamente los oropeles modernistas en busca de mayor transparencia y sencillez. En 1959 recibe la visita de César González Ruano y otros escritores que pretenden reivindicarlo. En 1961 publica Poemas inéditos, últimos versos suyos junto con otros de diferentes libros, como Carceleras, Marinero de amor y varios otros más. En México su amigo Alfonso Camín también publica su obra en la revista Norte, pero la censura cultural franquista impide la publicación de sus libros de prisión.

## Obras
- 1917 - Libro de los elogios galantes y crepúsculos de otoño, Madrid, imprenta de José Yagües.

- 1918 - Corazón de la noche, Madrid, con prólogo de Rafael Cansinos Assens.
- 1919 - Motivos líricos, Madrid.
- 1936 - Colección de poemas, Lorca.
- 1961 - Poemas inéditos, Lorca.